# Wyspa Piotrogrodzka
Wyspa Piotrogrodzka (ros. Петроградский остров, Pietrogradskij ostrow) – wyspa w delcie Newy, o powierzchni 635 hektarów. Jedna z wysp zajmowanych przez zabudowę miejską Petersburga. Terytorium wyspy należy do rejonu piotrogrodzkiego Petersburga.

## Położenie
Wyspę od południa oblewa Newa wraz z bocznym ramieniem oraz, w części zachodniej, Mała Newa. Od wschodu Wyspę Piotrogrodzką od stałego lądu (historyczna Dzielnica Wyborska) oddziela Wielka Newka. Od północy wyspę opływa Karpowka, oddzielając ją od Wyspy Aptekarskiej, natomiast od północnego wschodu między Wyspą Piotrogrodzką a Wyspą Kriestowską płynie Mała Newka. Od zachodu Wyspę Piotrogrodzką od Wyspy Piotrowskiej oddziela Żdanowka. 

## Historia

### Do XVIII w. i początki Petersburga

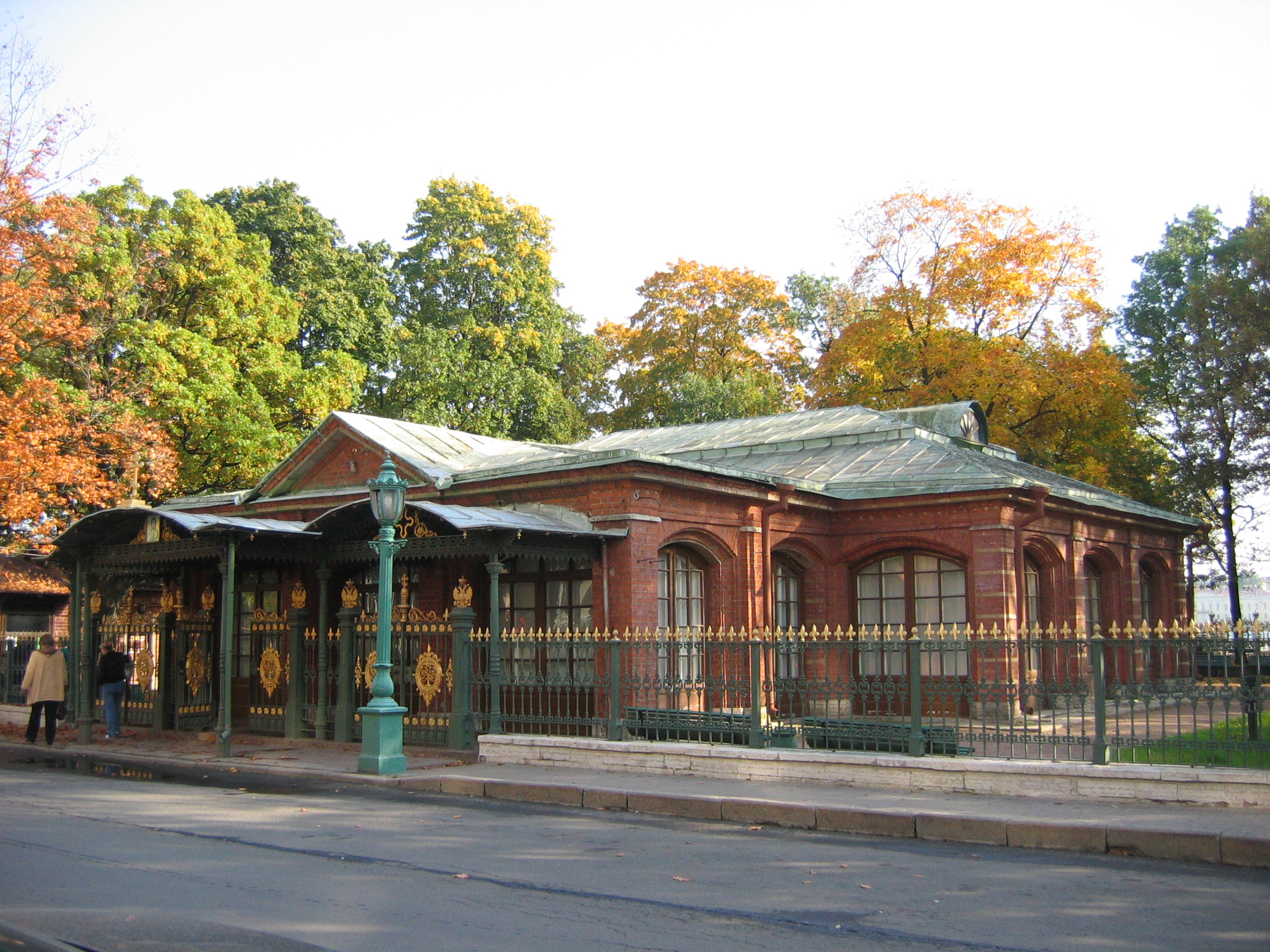
Drewniany dom Piotra I wzniesiony na wyspie w 1703 r.

W XIV w. wyspa nosiła nazwę Fominej, natomiast ludność fińska w XVII–XVIII w. nazywała ją Brzozową (Koivusaari). Przed budową Petersburga na wyspie znajdowały się osady: najpierw ruska, a następnie szwedzka (Birkenholm, również nazwą nawiązująca do brzóz) i fińska. Podczas pierwszych prac przy budowie Petersburga car Piotr I mieszkał na wyspie, w specjalnie dla niego wzniesionym drewnianym domu. Wyspę nazywano w tym okresie Gorodską, Troicką, następnie Petersburską. W 1705 r. znajdowało się na niej piętnaście domów, zaś w 1710 r. już około 150. Budynki zgrupowane były w kilku miejscach wyspy, gdyż większa część jej powierzchni była jesienią zalewana przez rzekę. Na wyspie powstały również pierwsze budynki administracyjne budowanego miasta, pierwsze domy handlowe, a w latach 1709–1711 także cerkiew Trójcy Świętej. Plac Troicki, przy którym była położona, stanowił centrum całego rozwijającego się Petersburga, przy nim znajdowała się pierwsza siedziba Senatu i Synodu.
Po 1716 r. car, wskazując priorytetowe kierunki rozwoju zabudowy wznoszonego miasta, polecił nadal zagospodarowywać Wyspę Petersburską. Jednak już w latach 20. XVIII w. na nowe centrum Petersburga wyznaczono Wyspę Wasylewską, a w latach 30. okolice Admiralicji. Równocześnie wydany został zakaz wznoszenia murowanych domów na północ od Kronwerku, północnych fortyfikacji Twierdzy Pietropawłowskiej. Oznaczało to, że Wyspa Petersburska stała się peryferyjnym rejonem z drewnianą zabudową. W latach 30. XVIII w. na wyspie wzniesiono trzy cerkwie: św. Mateusza, Wprowadzenia Matki Bożej do Świątyni oraz Zaśnięcia Matki Bożej (żaden z tych obiektów się nie zachował).
W XVIII w. na Wyspie Petersburskiej rozmieszczono koszary pułków: Newskiego, Jamburskiego, Koporskiego, Biełozierskiego i Petersburskiego oraz zakłady produkcji prochu. Ponadto znajdowały się na niej osady Tatarska i Russka. Wyspa Petersburska razem z sąsiednimi wyspami Aptekarską, Kriestowską, Pietrowską i Zajęczą tworzyła w XIX w. Dzielnicę Petersburską. W połowie XIX w. dzielnicę tę opisywano jako jedną z biedniejszych w mieście, zamieszkaną głównie przez ubogich byłych urzędników i artystów. Zakaz wznoszenia na wyspie budynków murowanych wycofano w latach 60. XIX w. Jednym z wyjątków od tej zasady był oddany w 1789 r. do użytku sobór św. Włodzimierza, zbudowany na miejscu cerkwi Zaśnięcia Matki Bożej.    

### Rozwój zabudowy na wyspie do 1917 roku

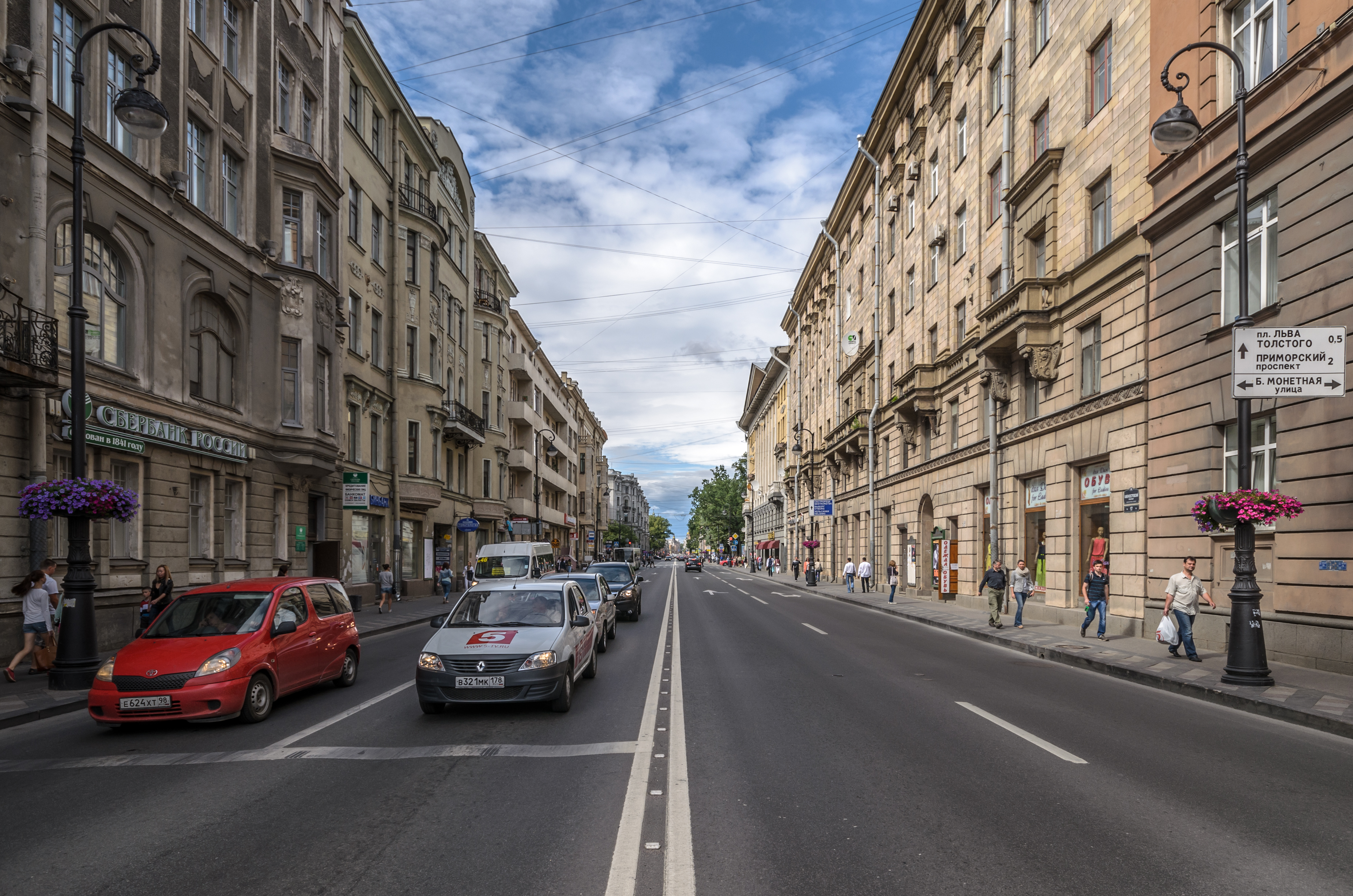
Prospekt Kamiennoostrowski został w końcu XIX w. i na pocz. XX w. zabudowany kamienicami czynszowymi

Główną osią zabudowy wyspy stał się Wielki Prospekt, drugą arterią wyspy był biegnący z północy, od strony Wyspy Kamiennej Prospekt Kamiennoostrowski. Natomiast od Wyspy Wasylewskiej w kierunku Twierdzy Pietropawłowskiej w 1858 r. wyznaczono drogę przez Most Tuczkowa (ob. Prospekt Dobrolubowa). Jeszcze pod koniec tego stulecia północno-zachodnia część wyspy pozostawała niezagospodarowana, natomiast na jej zachodnim i północnym wybrzeżu znajdowały się głównie dacze. Ważnym impulsem dla rozwoju zabudowy na wyspie stało się oddanie do użytku Mostu Troickiego na Newie, który połączył ją z centrum Petersburga. Wschodnia część wyspy, wzdłuż Wielkiej Newki, stała się jednym z kwartałów przemysłowych. Część Dzielnicy Petersburskiej położona na wyspie nie była rejonem o dobrej reputacji, na pocz. XX wieku po Wielkim Prospekcie grasowały grupy chuliganów, okradając przechodniów i rozbijając witryny. Podczas krwawej niedzieli 1905 r. na Placu Troickim w południowej części wyspy doszło do jednej z masakr robotników, którzy w pokojowej demonstracji zamierzali udać się z petycją do cara Mikołaja II.   
W 1913 r. przy Prospekcie Kronwerkskim na wyspie oddany został do użytku pierwszy w Petersburgu meczet.   
W 1917 r., w związku ze zmianą nazwy Petersburga na Piotrogród, również wyspę i dzielnicę Petersburską zaczęto nazywać Piotrogrodzką. Nazwa ta utrzymała się także po dalszych zmianach nazwy całego miasta. 

### W ZSRR i po jego upadku

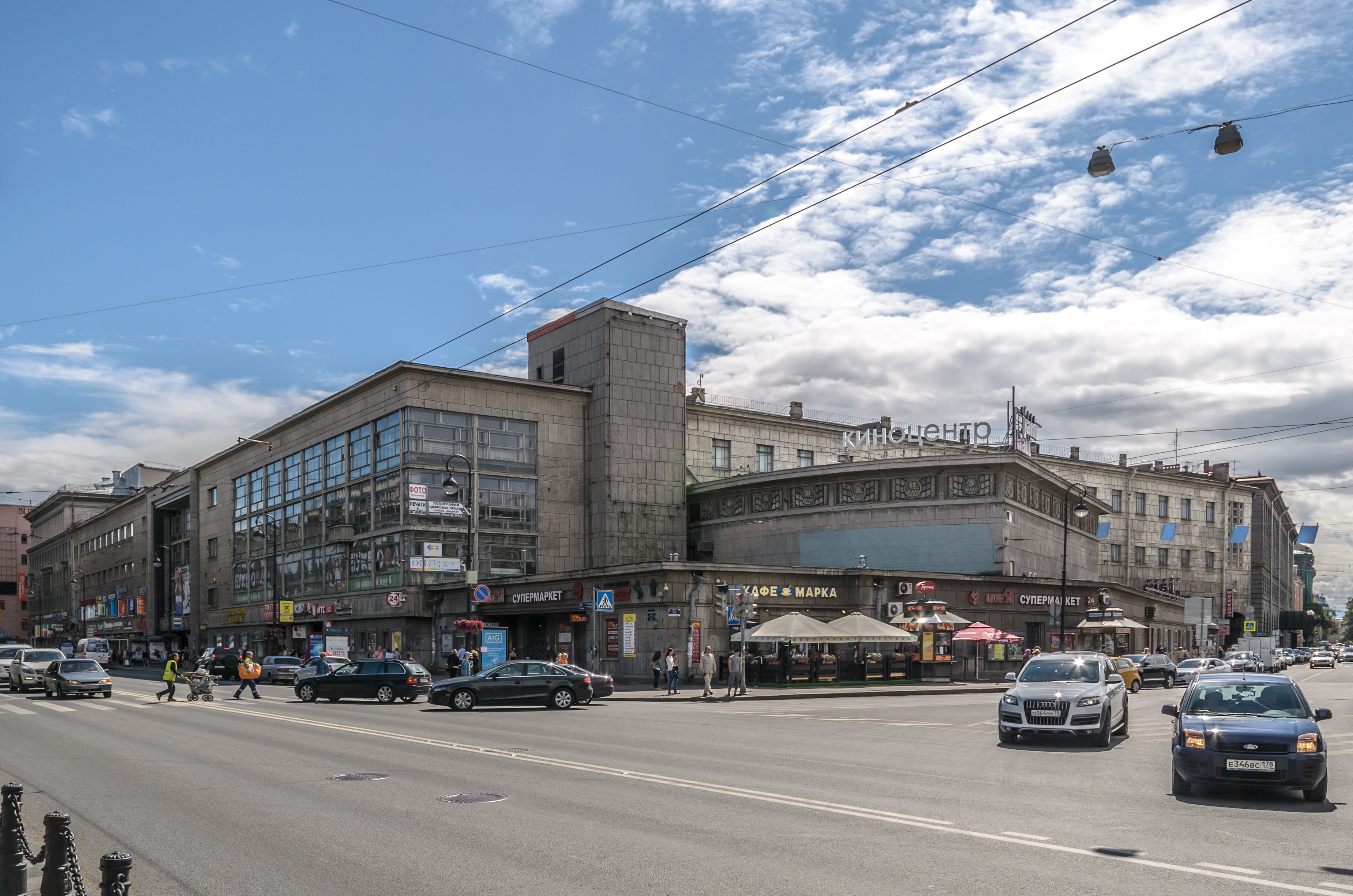
Dom Kultury im. Lensowietu, przykład architektury lat 20. i 30. XX wieku na Wyspie Piotrogrodzkiej

Między kwietniem a lipcem 1917 r. w willi należącej niegdyś do baletnicy Matyldy Krzesińskiej, położonej w południowej części wyspy, działał komitet centralny partii bolszewickiej, a nieodległy Plac Troicki był wielokrotnie areną mityngów i demonstracji. 
W latach 20. i 30. XX wieku na wyspie powstały nowe budynki użyteczności publicznej oraz domy mieszkalne. Przy Prospekcie Kamiennoostrowskim wzniesiono Dom Kultury im. Kooperacji Przemysłowej (następnie im. Lensowietu). Przy tej samej ulicy, w mieszkaniu w tzw. domu Benois, w latach 1926–1934 mieszkał Siergiej Kirow – I sekretarz komitetu miejskiego WKP (b) w Leningradzie. 
W okresie blokady Leningradu rozebrano i porąbano na opał wszystkie zachowane do tej pory w dzielnicy budynki drewniane. Na pocz. XXI w. na niezabudowanych dotąd działkach budowlanych na wyspie zaczęły powstawać luksusowe domy wielorodzinne, natomiast część budynków przemysłowych zaadaptowano na centra handlowe.
Na wyspie znajdują się stacje metra: Pietrogradskaja i Gor'kowskaja (obie na linii Moskiewsko-Piotrogrodzkiej) oraz Sportiwnaja i Czkałowskaja (na linii Frunzeńsko-Nadmorskiej).